# Флаг муниципального округа Савёловский
Флаг муниципального округа Савёловский в Северном административном округе города Москвы Российской Федерации — опознавательно-правовой знак, служащий официальным символом муниципального образования.
Первоначально данный флаг был утверждён 18 ноября 2004 года флагом муниципального образования Савёловское.
Законом города Москвы от 11 апреля 2012 года № 11, муниципальное образование Савёловское было преобразовано в муниципальный округ Савёловский.
Решением Совета депутатов муниципального округа Савёловский от 16 ноября 2017 года флаг муниципального образования Савёловское был утверждён флагом муниципального округа Савёловский.
Решением Совета депутатов муниципального округа Савёловский от 25 октября 2018 года, учитывая рекомендации Геральдического совета города Москвы, в текст предыдущего решения были внесены изменения, а также утверждено новое положение о флаге округа.

## Описание
«Флаг муниципального округа Савёловский в городе Москве представляет собой двустороннее, прямоугольное полотнище с соотношением сторон 2:3.
Полотнище разделено белым стропилом, выходящим из нижних углов полотнища, с вершиной в середине верхнего края полотнища. Ширина концов стропила составляет 5/48 длины (5/32 ширины) полотнища флага.
В верхней, красной части полотнища, прилегающей к древку, помещено изображение композиции из половинок шестерни справа и колеса слева, с наложенным гаечным ключом. В противоположной от древка верхней, красной части полотнища, помещено изображение четырёх перекрещённых колосьев. Все фигуры изображения — белые. Габаритные размеры каждого изображения составляют 1/5 длины и 5/16 ширины полотнища флага. Центры изображения расположены на расстоянии 1/6 длины полотнища от бокового края полотнища и на расстоянии 1/4 ширины полотнища от верхнего края полотнища.
Габаритные размеры нижнего, голубого треугольника составляют 13/15 длины и 3/4 ширины полотнища флага. В треугольнике помещено изображение белого кошеля и белых весов над ним. Габаритные размеры изображения составляют 7/24 длины и 17/40 ширины полотнища. Центр изображения равноудалён от боковых краёв полотнища и на 1/4 ширины полотнища смещён от центра полотнища к его нижнему краю».

## Обоснование символики
Белое стропило символизирует расположенный на территории муниципального образования Савёловский вокзал — северные железнодорожные ворота Москвы.
Композиция, состоящая из половинок шестерни, колеса и гаечного ключа, как символ транспорта и промышленности, напоминает о первом в Москве внутригородском паровозике — «паровичке» с пятью-шестью вагончиками, а также о проживании на территории муниципального образования в XVII веке посадских людей, ремесленников и торговцев.
Четыре перекрещённых колоса символизируют основанный в 1823 году обществом сельского хозяйства Бутырский хутор.
Кошель, сопровождаемый весами, символизирует торговое прошлое посадских людей, проживавших в XVII веке на территории муниципального образования.